# 董金堂
董金堂（？—），南方科技大学医学院教授。主要从事分子肿瘤学等方向的研究工作。入选中华人民共和国教育部第七批"长江学者"特聘教授，曾就读于南开大学生物系、中国医学科学院、中国协和医科大学。